# Астафьев, Рафаил Фёдорович
Рафаи́л Фе́дорович Аста́фьев (15 (27) января 1856 — 4 (17) января 1912) — чиновник Главного управления уделов Министерства императорского двора, управляющий Вельским удельным округом с 1900 по 1912 год. Действительный статский советник (1905).

## Биография
Родился 15 января 1856 года в Чухломском уезде Костромской губернии. Происходил из столбового дворянского рода Остафьевых, представители которого с середины XVIII века стали писаться Астафьевыми.
После окончания военной службы в 1877 году поступил в Санкт-Петербургский земледельческий институт. В 1881 году удостоен степени кандидата лесоводства. В следующем году поступил на гражданскую службу и утверждён в чине коллежского секретаря.
С 1881 по 1884 год служил лесничим по Кологривскому уезду Костромской губернии. В 1884 году переведён на службу в Московскую губернию с производством в титулярные советники. В 1887 году назначен исправлять должность младшего лесничего ревизора Московской и Тверской губерний.
Приказом по удельному ведомству в 1891 году назначен учёным лесничим Московской удельной конторы. В том же году произведён по выслуге лет в надворные советники.
В 1894 году командирован за границу для осмотра военных дач Эберсбергского парка и Дюрибухнерфорет в Верхней Баварии с целью ознакомления с практиковавшимися приёмами борьбы с шелкопрядами.
С 1895 года служил товарищем управляющего Московским удельным округом. В данной должности по совместительству исправлял дела управляющего Московским удельным округом в 1895—1897 годах.
Высочайшим приказом по ведомству Главного управления уделов 8 ноября 1899 года произведён за выслугу лет в статские советники. В следующем году назначен управляющим Вельским удельным округом. Вступил в должность 20 марта 1900 года. Занимал её до своей смерти в 1912 году.
Астафьев занимался благотворительностью, являясь почётным членом Общества попечения о приюте для бедных учащихся в Вельском городском трехклассном мужском училище.
Умер в г. Вельске Вологодской губернии.

## Дом Астафьева в Вельске
Деревянная дворянская усадьба расположена на пересечении улиц Набережной и Карпеченко г.Вельска. Здание представляет значительный интерес в историко-архитектурном отношении городской застройки.
После революции в доме последовательно располагались дом ребёнка, городская библиотека и станция переливания крови. С 2000 года постановлением главы муниципального образования здание подлежит государственной охране под наименованием «Дом управляющего удельным округом Р. Астафьева».
С 2022 года дом выполняет разнообразные культурно-досуговые функции, в нём на добровольных началах проводятся выставки и просветительские мероприятия.

## Семья
Происходил из древнего дворянского рода, известного с начала XVII века. Сын майора в отставке Федора Григорьевича Астафьева, потомственного дворянина Костромской губернии, избиравшегося уездным предводителем дворянства Буйского уезда. Будучи раненным на военной службе, был начальником Чухломской инвалидной команды ветеранов в 1830 году. Дважды женат.
Рафаил Астафьев имел трех братьев: Дмитрия (р. 1819), Николая (р. 1834) и Геннадия (р. 1846). Николай Фёдорович дослужился до чина титулярного советника.
Был женат на старшей дочери московского купца первой гильдии и мецената Николая Васильевича Медынцева, Александре. В 1904—1905 годах Александра Николаевна состояла почётной попечительницей Вельского городского двухклассного женского училища и председательствовала в Вельском дамском благотворительном обществе. Александра умерла в 1905 году и была похоронена в Вельске.
Имел четырёх детей: Александру (р. 1886), Николая (1887—1907), Наталью (р. 1889) и Василия (р. 1890). В 1901 году Рафаил Астафьев просил Костромское дворянское депутатское собрание признать в дворянском достоинстве своего сына Василия. Младший из сыновей, Николай, умер в 1907 году. В честь Николая, Астафьев пожертвовал неприкосновенный капитал одному из вельских приютов в размере 400 рублей.

## Научные труды
Астафьев, Р. Ф. О повреждении леса короедами и о мерах борьбы с ними в лесах Владимирской губ. в 1892 г. / Р. Ф. Астафьев // Приложение к Лесн. журн. — Вып. 5. — 1983. — С. 34-55.

## Награды
- Орден Святой Анны 3-й степени (17.04.1894).
- Серебряная медаль на Александровской ленте для ношения на груди (26.02.1896).
- Орден Святого Станислава 2-й степени (14.05.1896).
- Знак в память столетия уделов (05.04.1897).
- Орден Святого Владимира 4-й степени (1902).
- Орден Святого Владимира 3-й степени (1908).
- Орден Святого Станислава 1-й степени (1911).

## Комментарии
1. ↑  Согласно постановлению Главы муниципального образования «Вельский район» № 739 от 29.11.2000 г. «О постановке на учёт памятников на истории и культуры» данное здание является памятником истории и культуры местного значения. На основании ст. 18.8 ФЗ РФ «Об объектах культурного наследия (памятниках истории и культуры) народов Российской Федерации» № 73 от 25 июня 2002 г. данное здание подлежит государственной охране.